# روان‌شناسی ژنتیک: تحول روانی از تولد تا پیری
روان‌شناسی ژنتیک: تحول روانی از تولد تا پیری کتابی از محمد منصور است که در سال ۱۳۷۸ منتشر و در مراسم کتاب سال جمهوری اسلامی ایران به‌عنوان کتاب برگزیده معرفی شد.